# Fluctuaciones primordiales
Las fluctuaciones primordiales son cambios en la estructura del espacio-tiempo a nivel cuántico (a nivel de la escala de Planck) en el universo temprano, donde pudieron aparecer diferentes eventos del tipo aparición de agujeros negros virtuales, agujeros negros primordiales y agujeros de gusano virtuales, en la propia estructura de la malla del universo a ese nivel, esto es, en la denominada espuma del espacio-tiempo (ver Wheeler), mediante interacciones con diversos niveles de incertidumbre en el rango de la ruptura o los límites del Principio de Incertidumbre de Heisenberg.
Se pueden deber a variaciones de densidad en el universo temprano y el protouniverso, considerándose las semillas de toda la estructura del universo, en el contexto de la inflación cósmica, alineándose ambas como las teorías más aceptadas para el protouniverso, compatibles y en línea con el Big Bang. Cabría destacar que, el paradigma inflacionario, consiste en la explicación basada en la propuesta del crecimiento exponencial del propio factor de escala durante la inflación, lo que habría provocado que las fluctuaciones cuánticas del campo del inflatón (supuesta partícula virtual relacionada con este proceso) se extendieran desde escalas microscópicas a escalas macroscópicas y, al superar el horizonte, se habrían enfriado hasta el nivel comparable a la "congelación", en términos físicos-cósmicos o cosmológicos. En las últimas etapas de la era de la radiación y la materia (predominio de la radiación), estas fluctuaciones podrían haber regresado hacia el horizonte, estableciendo así las condiciones iniciales para la formación de la estructura del hipotético universo primitivo.
Las propiedades probabilísticas de las fluctuaciones primordiales pueden ser inferidas a partir de observaciones (de anisotropías) en el fondo cósmico de microondas y de mediciones de la distribución de materia, por ejemplo, estudios de corrimiento al rojo (redshift) de galaxias. 
Dado que se cree que las fluctuaciones pudieron surgir de la propia inflación, dichas mediciones pueden establecer también ciertas restricciones a los parámetros dentro de la teoría inflacionaria.
Existen propuestas recientes que permiten unificar las explicaciones más probables y aceptadas con las propias teorías físicas, como la cosmología cíclica conformal, de Sir Roger Penrose, que propone un universo cíclico (un universo detrás de otro), y la Teoría X, compatible con la anterior, pero que incluye la fluctuación cuántica primordial como el origen de dos elementos primordiales, dando lugar al cruce de ambos para generar la inflación, y nuestro universo en expansión acelerada, siendo los ciclos nuevos períodos inflacionarios producidos por nuevos (pequeños) Big Bangs, en un proceso conocido como steady-state. Ambas teorías se encuentran en línea con la propuesta para una nueva cosmología de ciclos que Dirac propuso de forma crítica ante las nuevas observaciones y descubrimientos, como la deriva entre la mecánica cuántica y la relatividad general (ambas correctas) y el descubrimiento del positrón.

## Propuesta formal
Las fluctuaciones primordiales pueden cuantificarse mediante un espectro de potencia, siendo la forma más típica de clasificarlos. Estas ofrecen la potencia de las variaciones en función de la escala espacial. Dentro de este formalismo, resulta habitual considerar la densidad de energía fraccionaria de las fluctuaciones, que viene dada por:
{\displaystyle \delta ({\vec {x}})\ {\stackrel {\mathrm {def} }{=}}\ {\frac {\rho ({\vec {x}})}{\bar {\rho }}}-1=\int {\text{d}}k\;\delta _{k}\,e^{i{\vec {k}}\cdot {\vec {x}}},}
donde {\displaystyle \rho } se corresponde con la densidad de energía, {\displaystyle {\bar {\rho }}} con su promedio y {\displaystyle k} corresponde al número de onda de las fluctuaciones. El espectro de potencia {\displaystyle {\mathcal {P}}(k)} puede entonces ser definido a partir del promedio del conjunto de los componentes de Fourier:
{\displaystyle \langle \delta _{k}\delta _{k'}\rangle ={\frac {2\pi ^{2}}{k^{3}}}\,\delta (k-k')\,{\mathcal {P}}(k).}
Existen modos de fluctuaciones escalares y tensoriales.

### Modos escalares
Los modos escalares tienen el denominado espectro de potencia (ver densidad espectral y Densidad Espectral de Potencia o DEP) definido como la fluctuación de densidad cuadrática media para un número de onda {\displaystyle k} específico. La definición matemática de la Densidad Espectral (DE) es diferente dependiendo de si se trata de señales definidas en energía, en cuyo caso hablamos de Densidad Espectral de Energía (DEE), o en potencia, en cuyo caso hablamos de Densidad Espectral de Potencia (DEP).
En este sentido, por tanto, se plantea que la amplitud de fluctuación promedio en una escala dada:
{\displaystyle {\mathcal {P}}_{\mathrm {s} }(k)=\langle \delta _{k}\rangle ^{2}.}
Para fluctuaciones escalares, {\displaystyle n_{\mathrm {s} }} se denomina índice espectral escalar. ¿Cómo se calculan los índices espectrales? Cada pixel contiene un número n de bandas.
Con {\displaystyle n_{\mathrm {s} }=1} correspondiente a fluctuaciones invariantes de escala (no invariantes de escala en {\displaystyle \delta }, sino en la perturbación de curvatura co-móvil {\displaystyle \zeta }) la potencia {\displaystyle {\mathcal {P}}_{\zeta }(k)\propto k^{n_{s}-1}} es, de hecho, invariante con {\displaystyle k} cuando {\displaystyle n_{s}=1} ).
¿Cómo se calculan los índices espectrales? Por lo tanto, si cada píxel se describe mediante n números, donde n es el número de bandas espectrales, un índice espectral se calcula utilizando algunos de estos valores (dependiendo del índice específico) en una fórmula matemática. En términos prácticos, es la diferencia entre dos bandas seleccionadas normalizadas por su suma.
El índice espectral de escala permitirá describir cómo las fluctuaciones de densidad varían con la escala. Como el tamaño de estas fluctuaciones depende del movimiento del inflatón cuando estas fluctuaciones cuánticas alcanzan el tamaño de un super-horizonte, diferentes potenciales inflacionarios permiten predecir diferentes índices espectrales. 
Estos dependerán de los parámetros de rotación lenta, en particular, del gradiente y la curvatura del potencial. En modelos donde la curvatura es elevada y positiva {\displaystyle n_{s}>1}. Por otra parte, modelos como los potenciales monomiales ofrecen la predicción de un índice espectral al rojo. {\displaystyle n_{s}<1}. Los valores ofrecidos por el Planck, resultan en un valor de {\displaystyle n_{s}=0.968\pm 0.006}.

### Agujeros negros primordiales
Existe una clasificación de los agujeros negros en función de su radio de Schwarzschild. De hecho, en Física Teórica, cualquier objeto cuyo radio es inferior al radio de Schwarzschild ya es denominado "agujero negro", donde es la superficie del radio de Schwarzschild el que actuaría como un horizonte de evento en un cuerpo no-rotatorio (un agujero negro rotatorio actuaría algo diferente, ver métrica de Kerr), y ni la luz ni las partículas podrían, a priori, escapar de esta (a través de esta) superficie desde el interior hacia afuera.
En 1966, Yakov Zeldovich e Igor Novikov propusieron por primera vez la hipotética existencia de agujeros negros primordiales, realizándose el primer estudio en profundidad en 1971 por Stephen Hawking.
En cosmología, los agujeros negros primordiales (ANP) son agujeros negros que, hipotéticamente, se habrían formado en los primeros segundos, o en el intervalo del primer segundo del Big Bang. En la llamada "era inflacionaria" y el universo dominado por la radiación, podrían haberse formado pequeños reductos de materia subatómica, tan estrechamente empaquetadas y amalgamadas, que el resultado podría haber conducido al colapso gravitacional, generando, en relación con las fluctuaciones cuánticas primordiales, agujeros negros primordiales sin requerir la compresión de las supernovas (típicamente requeridas para la generación de agujeros negros en la era actual). Dado que esta generación de agujeros negros primordiales habría sucedido antes de la creación incluso de las primeras estrellas, podrían no estar limitados a un estrecho rango de la masa habitual de los agujeros negros estelares.
Dependiendo del modelo, los agujeros negros primordiales podrían haber tenido masas iniciales en el rango desde 10−8 Kg (denominados "reliquias de Planck") a más de miles de masas solares. Sin embargo, agujeros negros primordiales de masa original inferiores a 1011 Kg no habrían sobrevivido al proceso denominado "Hawking radiation", el cual causaría la evaporación completa en un tiempo muy inferior que la edad del universo estimada. Los agujeros negros primordiales serían no-bariónicos, y, por ello, se han propuesto como candidatos para la denominada "materia oscura", siendo esta una propuesta muy plausible, al igual que su propuesta como posibles "semillas" originarias para los denominados "agujeros negros supermasivos" en el centro de las galaxias (así como para otros agujeros negros intermedios, siguiendo la clasificación por su radio de Schwarzschild).
Grupos de investigación asociados a Sir Roger Penrose y otros individuales, encontraron posibles restos de la Radiación de Hawking, como remanentes de estos agujeros negros primordiales, o quizás de un universo anterior. Estos resultados aún tienen que ser confirmados, pues otros grupos lo pusieron en duda, o no hallaron los mismos resultados en el fondo cósmico de microondas de nuestro universo. Los resultados que se hallaron, incluyendo los que los descartaban basados en un coef. sigma insuficiente para confirmarlos (pero también para descartarlos) plantean una corriente en favor de la teoría cíclica conformal de la cosmología cíclica de Penrose, y también la propuesta por la Teoría X.
Regresando a su relación con las fluctuaciones cuánticas primordiales, los agujeros negros primordiales podrían haberse formado en el universo primordial temprano (menos de un segundo tras el Big Bang) durante la era inflacionaria, o en la era temprana de la fase dominada por la radiación. La parte o ingrediente esencial en la formación de un agujero negro primordial es, por tanto, una fluctuación de las características propuestas, es decir, una fluctuación cuántica derivada de variación o variaciones en la densidad del universo, lo que induciría al colapso gravitacional. Habitualmente se requeriría un contraste en las densidades δρ/ρ~0,1 (donde ρ sería la densidad en el universo), para formar un agujero negro.
Existen varios mecanismos capaces de producir tales inhomogeneidades en el contexto de la inflación cósmica, entre algunos, modelos híbridos. Los más aceptados o considerados entre los plausibles son los denominados de inflación axiónica, re-calentamiento, y transiciones de fase cosmológica. Todos se encuentran en línea y en compatibilidad con la propuesta del modelo de steady-state en la forma propuesta por la Teoría X. En relación con el tema desarrollado, esta teoría plantea un modelo a pasos entre el modelo cíclico conformal de Roger Penrose, pero de un Big Bang (réplicas del Big Bang primordial) detrás de otro, para un mismo (único) universo, en lugar de un universo detrás de otro, apareciendo complejidad, siendo la forma de steady-state propuesta; un Big Bang primordial a partir de la interacción entre dos agujeros negros supermasivos primordiales, generando una coordenada de espacio-tiempo (dual) compartido (e indeterminado), que daría lugar a nuestro universo (en expansión acelerada y a nuestro universo observable); y las fluctuaciones cuánticas (una fluctuación cuántica primordial, en concreto) para dar origen a esos dos agujeros negros supermasivos primordiales (o elementos primordiales) en un protoespacio, protouniverso, o universo primigenio previo al Big Bang primordial.
Se destaca por tanto, la propuesta de la fluctuación cuántica,y el rechazo al atomismo lógico de Demócrito (ver Russell, 1924).

## Fluctuaciones cuánticas como origen del universo
En 2012, el físico estadounidense del MIT Lawrence M. Krauss publicó un libroque se tuvo que destacar como (sic.) de no-ficción, donde plantea una fluctuación cuántica (primordial) en el propio espacio vacío como posible origen del universo. Este lugar previo al espacio-tiempo y al propio protoespacio, ha sido denominado y estudiado filosóficamente como «the nothingness» (la nada absoluta). Podría resultar destacable, pues, que la propuesta (y, por lo tanto, el libro) de Krauss está bien fundamentado y basado en investigación científica y experimental. 